# Hanno
Hanno (italiensk: Annone; o. 1510 – 8. juni 1516) var en asiatisk hvid elefant, som blevet givet af kong Manuel 1. af Portugal til Pave Leo 10. (født Giovanni de' Medici) ved hans kroning. Hanno kom til Rom i 1514 med den portugisiske ambassadør Tristão da Cunha og blev hurtigt pavens favoritdyr. Hanno døde to år senere af komplikationer med behandling for forstoppelse med guldberiget afføringsmiddel.